# John Heilbron
John Lewis Heilbron (* 17. März 1934 in San Francisco; † 5. November 2023 in Padua) war ein US-amerikanischer Wissenschaftshistoriker, besonders für die Geschichte der Physik und Astronomie.

## Leben und Werk
Heilbron studierte Physik an der University of California, Berkeley, wo er 1955 seinen Bachelor-Abschluss, 1958 seinen Master-Abschluss machte und 1964 bei Thomas S. Kuhn in Physikgeschichte promovierte. Er war während dieser Zeit beim Sources for the History of Quantum Physics Projekt. 1964 war er Assistent Professor für Geschichte an der University of Pennsylvania und ab 1967 wieder in Berkeley, wo er Professor wurde und 1973 Direktor der Abteilung für Wissenschafts- und Technikgeschichte. 1990 bis 1994 war er Vizekanzler der Universität Berkeley, bevor er 1994 emeritierte. Er war unter anderem Gastprofessor an der Cornell University (1985 bis 1991), am Caltech (1997) und 2002 bis 2004 an der Yale University. Ab 1996 war er Wissenschaftler am Oxford Museum for History of Science der Oxford University und Senior Research Fellow am Worcester College von Oxford.
Heilbron beschäftigte sich mit vielen Bereichen der Physikgeschichte, wie der Verwendung von Kirchtürmen als Sonnen-Observatorien in der frühen Neuzeit, Max Planck, der Geschichte der Elektrizität im Barock, Ernest Lawrence, Henry Moseley, der Entwicklung der Geometrie. Dabei berücksichtigte er auch das soziale, politische und institutionelle Umfeld der wissenschaftlichen Arbeit.
Er war langjähriger Herausgeber der Historical Studies in the Physical Sciences, unter seiner Leitung ab 1986 auch mit Einschluss der Biologie.
Heilbron erhielt 1993 die George-Sarton-Medaille der History of Science Society, 1999 die Koyré-Medaille und 2004 den Pictet Prize der Association for the History of Science und der Société de Physique et d’Histoire Naturelle. 2006 erhielt er den Abraham-Pais-Preis für Physikgeschichte der American Physical Society. Er ist mehrfacher Ehrendoktor (Universitäten von Bologna, Pavia, Uppsala). Ab 1987 war er Mitglied der Königlich Schwedischen Akademie der Wissenschaften. Außerdem war er Mitglied der American Academy of Arts and Sciences (1988), der American Philosophical Society (1990) und der Académie Internationale d’Histoire des Sciences, deren Präsident er auch war.
Er starb am 5. November 2023 im Alter von 89 Jahren in Padua.

## Schriften
- The Sun in the Church: Cathedrals as Solar Observatories. Harvard University Press, 1999, ISBN 0-674-85433-0. 2001 paperback: ISBN 0-674-00536-8 (er erhielt 2001 den Pfizer Prize der History of Science Society).
- Herausgeber: The Oxford Companion to the History of Modern Science. Oxford University Press, 2003, ISBN 0-195-11229-6.
- The Dilemmas of an Upright Man: Max Planck and the Fortunes of German Science. Harvard University Press, 2000, ISBN 0-674-00439-6.
- Electricity in the 17th and 18th Century: Study of Early Modern Physics. University of California Press 1979, Dover 1999, ISBN 0-486-40688-1.
- Geometry Civilized: History, Culture, Technique. Oxford University Press, 1997, ISBN 0-19-850078-5, als Paperback 2000: ISBN 0-198-50690-2.
- mit Robert W. Seidel: Lawrence and His Laboratory: A History of the Lawrence Berkeley Laboratory. University of California Press, 1989, ISBN 0-520-06426-7.
- H. G. J. Moseley: The Life and Letters of an English Physicist, 1887–1915. University of California Press, 1974, ISBN 0-520-02375-7.
- Ernest Rutherford and the Explosion of Atoms. Oxford University Press, 2003.
- Historical Studies in the Theory of Atomic Structure. Arno Press, New York 1981.
- Physics at the Royal Society during Newtons Presidendy. Los Angeles 1983.
- Einführender Essay zur Mathematik und Physik bei John Dee in John Dee on Astronomy: Propaedeumata aphoristica. University of California Press 1978, (Herausgeber und Übersetzer Wayne Shumaker).
- Elements of Early Modern Physics. University of California Press, 1982.
- mit Bruce R. Wheaton: Literature on the History of Physics in the 20th Century. University of California Press, 1981.
- Herausgeber: The Oxford Guide to the History of Physics and Astronomy. Oxford University Press 2005, ISBN 0-195-17198-5.
- mit Paul Forman, Spencer Weart: Physics circa 1900: Personnel, Funding, and Productivity of the Academic Establishments, Historical Studies in the physical sciences, Band 5, 1975, S. 1–185.